# 井上哲文
井上 哲文（いのうえ てつふみ、1947年1月 - ）は、日本の医師、内科学者。専門はリウマチ学、アレルギー学、免疫学および保健医学。
東京外国語大学名誉教授。医学博士。

## 学歴
- 1972年3月　東京大学医学部医学科卒業
- 1972年6月　医師免許取得
- 1985年1月　医学博士 学位取得。 学位論文は「Selective suppressive effects of anti-allotype antibodies on spleen cells of adult rabbits(成熟家兎の脾細胞に対する抗アロタイプ抗体の選択的抑制効果) 」[1]。

## 職歴
- 1972年6月　東京大学医学部附属病院 医員
- 1975年8月　東京大学医学部附属病院 助手
- 1979年9月　テネシー大学医学大学院免疫学講座 客員研究員
- 1985年7月　国立伊東温泉病院内科医長
- 1989年4月　東京大学医学部附属病院物療内科 医局長
- 1990年4月　東京大学医学部 講師
- 1998年4月　東京外国語大学保健管理センター 助教授
- 2001年4月　同 教授・センター長
- 2010年3月　東京外国語大学 定年退職
- 2010年5月　東京外国語大学名誉教授

## 著書
- 井上哲文，宮本昭正編：内科診断検査アクセス．日本医事新報社，東京：1989．
- 井上哲文著，宮本昭正監修：やさしい慢性関節リウマチ．日本医事新報社，東京：1986